# Katharina Thiersch
Katharina Thiersch (* 7. Oktober 1938; † 10. Oktober 2021 in Marburg) war eine deutsche Denkmalpflegerin.

## Ausbildung
Die Tochter des Stadtkonservators von Wiesbaden absolvierte zunächst ein Praktikum in einer Tischlerwerkstatt, studierte ab 1959 Architektur an der RWTH Aachen, was sie mit dem Ingenieur-Diplom 1967 abschloss. Sie verbrachte anschließend ein zweijähriges Stipendium an der Bibliotheca Hertziana in Rom.

## Beruf
Anschließend war sie am Institut für Baugeschichte und Bauaufnahme der Universität Stuttgart und ab 1973 als Konservatorin im Landesamt für Denkmalpflege Hessen und dort in dessen Außenstelle in Marburg tätig, wo sie bis zu ihrer Pensionierung 2003 blieb. Zuletzt arbeitete sie als Hauptkonservatorin.
Thiersch setzte sich für den Denkmalschutz in Nordhessen ein. Herausragende, von ihr betreute Projekte waren das Kloster Haydau in Morschen, die Totenkirche in Schwalmstadt-Treysa oder der Dom St. Peter in Fritzlar. Sie setzte neue Standards in der denkmalpflegerischen Bearbeitung, bei der Voruntersuchung, Durchführung und Dokumentation. Die städtebaulichen Sanierungen in Fritzlar, Melsungen, Spangenberg und Schwalmstadt hat sie begleitet.
Daneben war Katharina Thiersch eine der treibenden Kräfte bei der Einrichtung des „Deutschen Zentrums für Handwerk und Denkmalpflege – Propstei Johannesberg“ (heute: Propstei Johannesberg gGmbH) in der Propstei Johannesberg in Fulda als Fortbildungszentrum zur Vermittlung historischer Handwerkstechniken, regionaler Materialverwendung und Bautechnologie. Sie war dort auch als Dozentin tätig. Weiter engagierte sie sich in der Hessischen Akademie der Forschung und Planung im ländlichen Raum. Sie nahm Lehraufträge an den Universitäten Gießen und Kassel wahr.
Mit ihrem Engagement schaffte sie es sogar als Figur auf den Motivwagen eines Karnevalsumzuges.
Bei ihrer Verabschiedung in den Ruhestand wurde sie für ihre Verdienste bei der Altstadtsanierung mit der Ehrenplakette der Stadt Fritzlar ausgezeichnet. Für ihre besonderen Leistungen wurde ihr 2004 durch Bundespräsidenten Horst Köhler das Bundesverdienstkreuz Erster Klasse verliehen. Im Ruhestand war Katharina Thiersch bis kurz vor ihrem Tod auf Verbandsebene aktiv und eine gefragte Gastdozentin und Vortragsrednerin.

### Zu Katharina Thiersch
- Gerd Weiß: Denkmalpflege war „ihre Sache“ – Zum Tod von Katharina Thiersch. In: Denkmal Hessen 2021/2, S. 70f.

### Veröffentlichungen (Auswahl)
- Rainer Humbach: Der Fritzlarer Dom. Mit einem Dokumentationsanhang von Burghard Preusler, Katharina Thiersch und Ulrich Knapp. M. Imhoff, Petersberg 2005, ISBN 3-932526-53-8
- zusammen mit Reinhard Gross (Hg.): Kloster, Schloss und Domäne Heydau: Baugeschichte – Sanierungskonzept – Wiederherstellung = Arbeitshefte des Landesamtes für Denkmalpflege Hessen 1. Theiss Verlag, Stuttgart 2002. ISBN 3-8062-1629-0
- zusammen mit Karin Kraus: Modellhafte Untersuchung zur Auswirkung von Schadstoffen auf Mörtel sowie beispielhafter Einsatz von Hinterspritz- und Putzergänzungsmörteln am Kloster Heydau. Institut für Steinkonservierung, Mainz, 2001.
- Franz Graf Wolff Metternich: Die Erbauung der Peterskirche zu Rom im 16. Jahrhundert. Unter Mitarbeit von Hildegard Giess, Hanna Homa und Katharina Thiersch. Schroll, München und Wien 1972. ISBN 3-7031-0296-9